# Joseph-Isidore Bédard
Pour les articles homonymes, voir Bédard.
Joseph-Isidore Bédard (né le 9 janvier 1806 et décédé le 14 avril 1833) fut un avocat et homme politique fédéral du Bas-Canada.  
Il est né à Québec en 1806, le fils de Pierre-Stanislas Bédard et a étudié au Séminaire de Nicolet. Il a fait son stage en droit avec Georges-Barthélemi Faribault et a été admis au Barreau en 1829. Il est élu à la Assemblée législative du Bas-Canada pour Saguenay en 1830. Il s'oppose à un Conseil législatif élu et a voté contre l'expulsion de Robert Christie de l'Assemblée.
Bédard a écrit les paroles de la chanson patriotique Sol canadien! Terre chérie!, tout d'abord publié dans la Gazette de Québec, et plus tard mis en musique, entre autres, par Théodore Frédéric Molt.  Bédard s'est rendu en Angleterre avec Denis-Benjamin Viger en 1831. En septembre 1832, où il s'apprêtait à retourner au Bas-Canada, il a souffert d'une hémorragie pulmonaire. Il mourut à Paris en 1833 et fut enterré dans le cimetière de Montmartre. Son frère  Elzéar était un juge et a également siégé à l'Assemblée législative.